# Anton Nowakowski
Anton Alfons Nowakowski (* 10. Februar 1897 in Langenau bei Danzig; † 3. Januar 1969 in Stuttgart) war ein deutscher Organist, Dirigent und Komponist.

## Biographie
Anton Nowakowski war ein Schüler von Alexander von Zemlinsky und Fidelio F. Finke in Prag (Komposition), Max Springer in Wien (Kontrapunkt) sowie in Orgel von Karl Straube in Leipzig und Fritz Heitmann in Berlin. Von 1921 bis 1927 wirkte er als Organist am Emmauskloster in Prag und als Dirigent der Deutschen Universität Prag. Von 1927 bis 1934 war er an der Folkwangschule in Essen tätig. Seit 1936 war er Kapellmeister in Berlin und Danzig, sodann von 1941 bis 1945 Professor am Deutschen Hochschulinstitut für Musik und darstellende Kunst in Prag. Ab 1948 war Nowakowski Professor für Orgelspiel und Leiter der Abteilung Katholische Kirchenmusik an der Musikhochschule Stuttgart und gastierte als Dirigent mit berühmten Orchestern in ganz Europa. Er war ein gefragter Orgelinterpret der Werke von Johann Sebastian Bach, Max Reger und Johann Nepomuk David.

## Kompositionen
Orgelstücke, Kammermusik, Orchesterwerke.

## Schriften
- Das künstlerische Orgelspiel in: Handbuch der kath. Kirchenmusik, hrsg. von Heinrich Lemacher und Karl Gustav Fellerer, Essen 1949.
- Erinnerungen aus Konzertsaal und Oper in: Wilhelm Furtwängler im Urteil seiner Zeit, hrsg. von Martin Hürlimann. Zürich, Freiburg 1955.
- Die Orgel verlangt das konzentrierteste Publikum, in: Warum der Applaus. Berühmte Interpreten über ihre Musik, hrsg. von Egloff Schwaiger. Ehrenwirth, München 1968.